# NGC 2932
NGC 2932 je otvoreni skup u zviježđu Jedru.

## Vanjske poveznice
- SEDS: NGC 2932